# Nakladatelství a tiskárna Josef R. Vilímek
Nakladatelství a tiskárna Josef R. Vilímek bylo nakladatelství v Praze 1, které se nacházelo na rohu ulic Opatovická a Černá a bylo propojeno s domem ve Spálené ulici. Spolu s nakladatelstvími Jana Otty a Františka Topiče se stalo Vilímkovo nakladatelství na přelomu 19. a 20. století jedním z nejznámějších. Budovy po roce 1949 sloužily centrální distribuci knih, od roku 1996 zde sídlí Vyšší odborná škola publicistiky.

## Historie

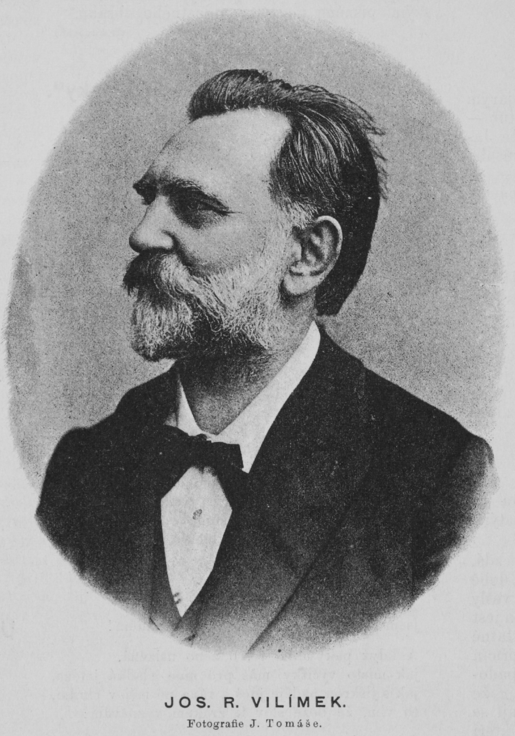
Josef R. Vilímek starší

Roku 1858 založili přátelé z pražské německé techniky Josef Richard Vilímek (1835–1911) a Josef Svátek časopis Humoristické listy. Od 60. let 19. století vedl časopis Vilímek sám a změnil jej na časopis politicko-satirický. Vydával humoristické kalendáře, almanachy a hry loutkáře Matěje Kopeckého. Na začátku 60. let otevřel s Josefem Novákem Slovanské knihkupectví a pracoval v něm až do roku 1867.

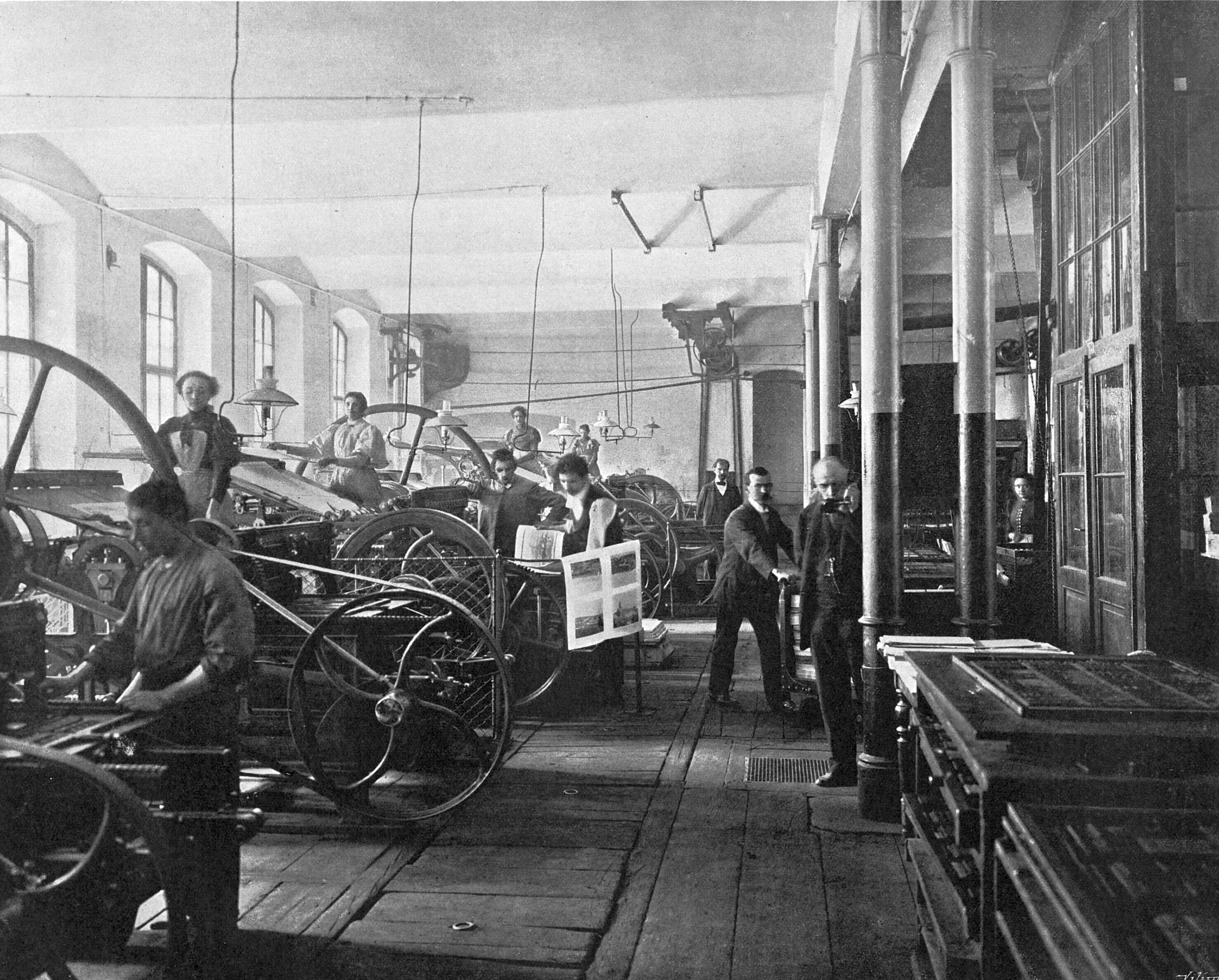
Tiskárna v roce 1898

Roku 1872 zřídil vlastní tiskárnu v domě „U Slovanské lípy“ ve Spálené ulici (pozdější soudní budova). O dvanáct let později zakoupil dva domy – dům ve Spálené 15 (čp. 89-II) přestavěl a na zahradě domu v Opatovické 20 (čp. 158-II) dal postavit moderně vybavenou knihtiskárnu. Budovy propojil průchodem. Byt i redakci Humoristických listů měl v domě ve Spálené ulici, později zde bylo otevřeno knihkupectví. Roku 1886 předal podnik synovi Josefu R. Vilímkovi mladšímu (1860–1938).

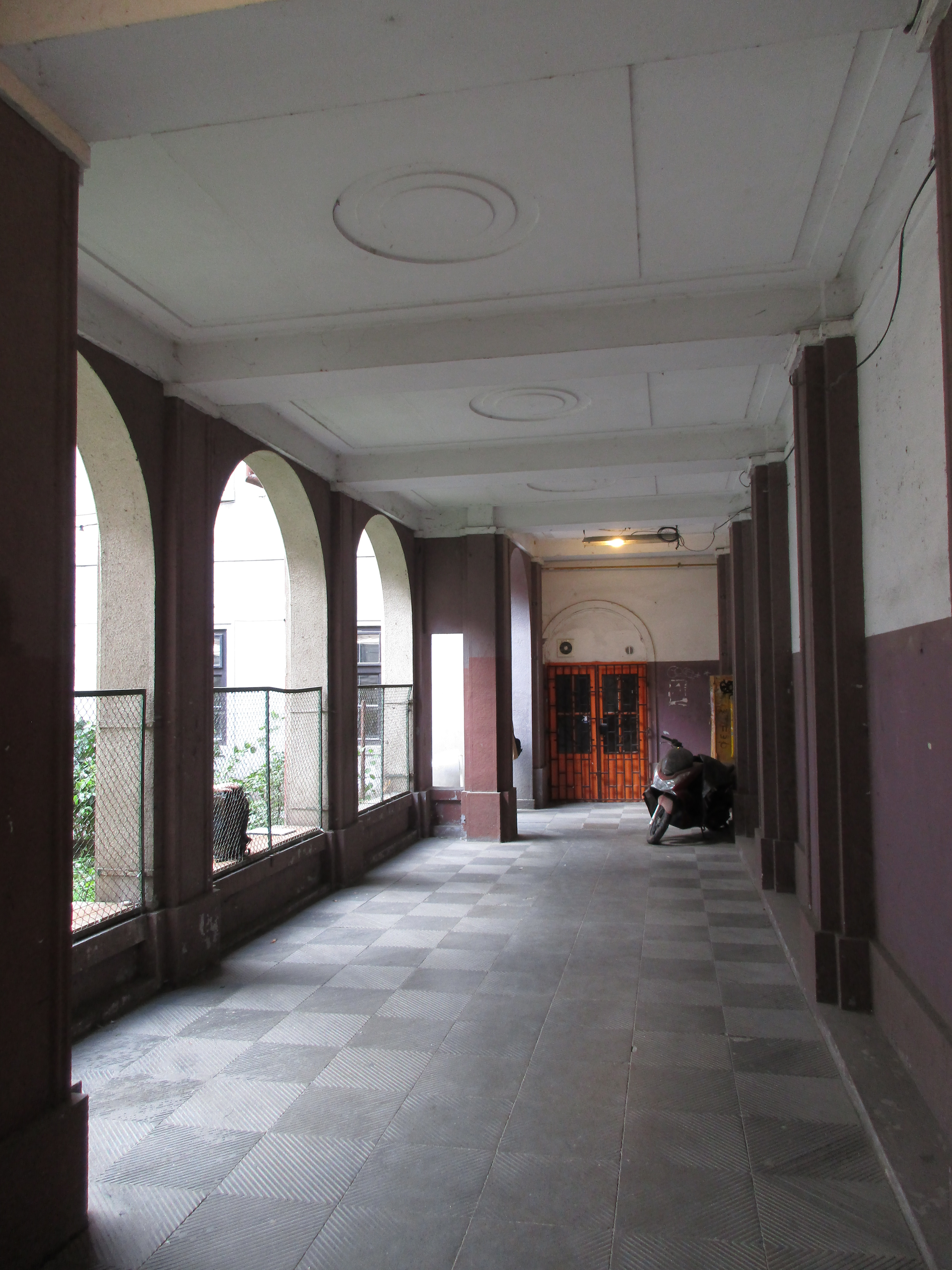
Průchod s arkádami

Byt Vilímka mladšího v Opatovické ulici propojovala s tiskárnou uzavřená pavlač ve výši prvního patra. Pavlač měla historizující věžičku, do které navrhl roku 1890 Mikoláš Aleš emblémy Reprodukční umění a Tiskařství.
Vilímek mladší vydával převážně původní a přeloženou beletrii. Zavedl edice „Slavní autoři literatur světových“, „Vilímkova knihovna“ nebo „Vilímkovy ilustrované romány“, pro děti a mládež časopis Malý čtenář a edice „Knihovna malého čtenáře“, „Knihovna mládeže dospívající“, „Dívčím srdcím“ nebo „Z knihy do srdéčka“. Mimo to vydával mapy, jízdní řády, průvodce a cestopisy a literaturu naučnou. Sám napsal spisek Z Prahy k Baltickému moři v balonu o cestě, kterou podnikl k příležitosti Jubilejní zemské výstavy 1891.
Verneovky

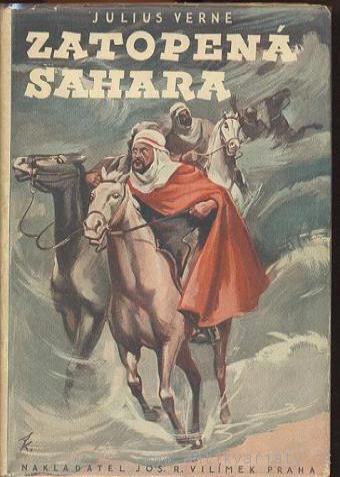
Jules Verne Zatopená Sahara

Mimořádnou pozornost věnoval obrazové části knih. Z jeho knihtiskárny vyšla například díla Julia Vernea s červenou vazbou s motivy hlavních příběhů a s původními ilustracemi převzatými spolu s autorizací z francouzských vydání. Roku 1892 si Vilímek smluvně zajistil výhradní právo na český překlad všech budoucích Verneových románů. Koncem roku určil definitivní název nové edice: „Dobrodružné cesty – výbor nejlepších románů Julia Vernea“. Inspiroval se pravděpodobně edicí ilustrovaných německých překladů verneovek z nakladatelství Hartleben (Dobrodružné cesty). V půlce prosince vybral zahajovací titul, novinku „Le Château des Carpathes“, jejíž název upravil na „Tajemný hrad v Karpatech“. Zatímco redaktor František Serafínský Procházka pracoval na překladu a sazeč připravoval podle původního francouzského vydání rozvržení textu, Vilímek jednal o zaslání štočků s ilustracemi. Prospekt na podporu zahajované edice vytiskl na rotačce, která se sice ukázala pro štočky nevhodná, ale byla rychlejší. Termín vydání potřeboval Vilímek stihnout, protože knihkupec a nakladatel z Celetné ulice Alois Hynek chystal vydat vlastní edici překladů Verneových románů, které byly poprvé ve Francii vydané před více než rokem a na něž se nevztahovala podle rakouské legislativy autorská práva. Protože Hynek pravděpodobně neměl uzavřenou smlouvu na původní ilustrace, své překlady doplnil ilustracemi Věnceslava Černého. V lednu 1893 se tak na pulty knihkupectví dostaly dvě edice léta opomíjeného Verneova díla – novinky ve Vilímkově edici a starší tituly v edici Hynkově. K nim se nedlouho poté připojil i nakladatel Jan Otto. Vilímkův promyšlený výběr rytin umožnil snížit cenu sešitu na 20 krejcarů a skladováním vytištěných archů mohl reagovat na potřeby trhu a postupně je brožovat nebo vázat do knih. Během roku 1893 tak vydal celkem šest verneovek. Dalšími vydávanými autory byli například Karel May, sir Arthur Conan Doyle nebo Karel Klostermann.
Ilustrátoři
Kmenovými ilustrátory byli zpočátku Věnceslav Černý a později Zdeněk Burian.
Po roce 1899
V prosinci roku 1899 zničil budovu tiskárny a skladiště štočků a rukopisů požár. Při rekonstrukci tiskárna prozatím obnovena nebyla (Vilímek se v té době podílel na zakládání České grafické unie), prostory tiskárny zabralo nakladatelství. Knihkupectví bylo přemístěno do Ferdinandovy třídy čp. 24 (Národní) do Šlikova paláce (později zbořeného), ve kterém zůstalo do roku 1938. Tiskárna byla po čase obnovena a umístěna v Řeznické čp. 14. a poté navrácena do nového objektu v Opatovické ul.
Roku 1927 koupil Vilímek dva domy, čp. 160 a 161 na nároží ulic Opatovická a Černá. Dal je zbořit a na jejich místě postavila stavební firma ing. Bohumila Belady v letech 1928–1930 výraznou modernistickou budovu charakteristickou půlkruhově vyklenutým nárožím. Ta byla přistavěna na část původního průčelí Vilímkova domu v Opatovické 20 a stavebně propojena s původními provozy. Na nádvoří Opatovické 20 pak vznikly garáže firmy. Provoz měl nově k dispozici dva suterény, moderní technické vybavení, sazárnu, tiskárnu, knihárnu, sklady a administraci.

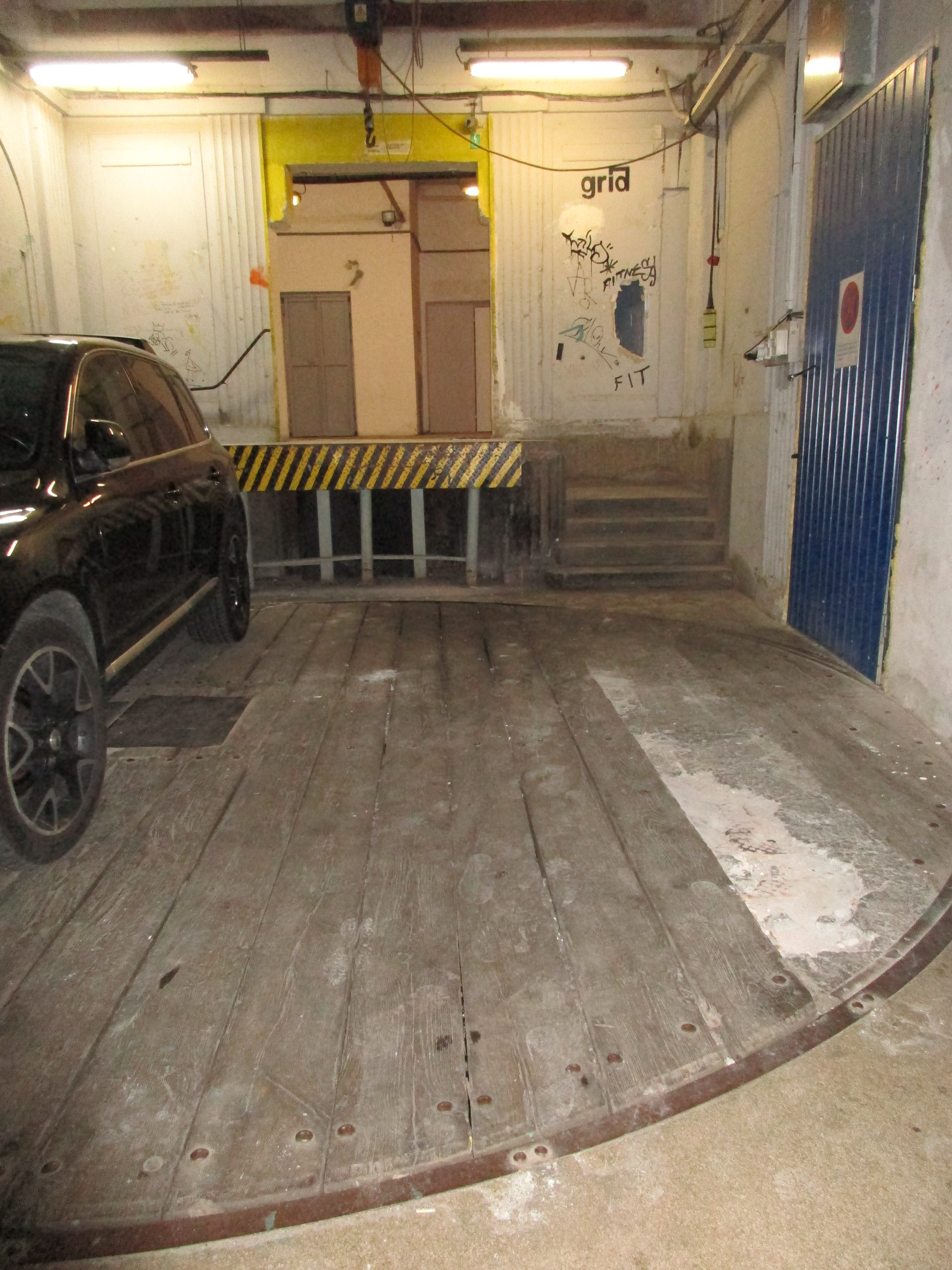
Dřevěná točna ve vestibulu

Ve vestibulu byla v dřevěné dlažbě zabudována točna na vykládku a nakládku automobilů. Obnoven byl průchod do Spálené ul. Kanceláře a redakce byly znovu otevřeny v původní budově na nádvoří. Tu nově propojil s bytem trakt s terasou namísto dřevěné pavlače. Celý objekt nakladatelství sjednotily dekorativní prvky – pilastry a kruhové terče. Zdobily čelní zdi i stěny nádvoří a průjezdů původní stavby i vybavení místností.
Roku 1933 se z firmy stala komanditní společnost, kterou jako ředitel vedl Vilímkův zeť Jan Sainer. Ediční program se posunul k náročné tvorbě. Bedřich Fučík v čele nakladatelství uvedl na trh edice „Tvar“ a „Barokní knihovna“ ilustrované kmenovými ilustrátory Zdenkem Seydlem, Františkem Tichým a Karlem Svolinským.
V roce 1949 byla firma násilně zlikvidována.

### Po roce 1949
Budovy s tiskárnou sloužily až do roku 1989 centrální distribuci knih, například Knižnímu velkoobchodu.
Při privatizaci na počátku 90. let 20. století objekt získala přímým prodejem firma, která využila Vilímkovo jméno ke své činnosti. Tato privatizace se stala součástí soudního sporu. Od této společnosti (J. R. Vilímek s. r. o.) koupila budovu roku 1994 liberecká firma NELSON s. r. o. Část budovy pak získala do pronájmu firma REAL TISK, která sídlí ve druhém poschodí a má k dispozici také přízemí a sklady, dalším nájemcem je Vyšší odborná škola publicistiky (VOŠP), která se nachází v prvním a částečně ve druhém patře.

### Dochovalo se
Kromě budovy s tiskárnou se dochovala z původního mobiliáře dřevěná policová knihovní skříň původně určená pro rozsáhlou Vilímkovu soukromou knihovnu umístěnou ve spojovacím traktu. Skříň se nachází v mimopražském depozitáři Památníku národního písemnictví. Na uliční fasádě domu jsou nad okny stále patrné stopy po nápisu „Nakladatelství Jos. R. Vilímek“.